# Odontosiro
Odontosiro is een geslacht van hooiwagens uit de familie Sironidae.
De wetenschappelijke naam Odontosiro is voor het eerst geldig gepubliceerd door Juberthie in 1961. 

## Soorten
Odontosiro is monotypisch en omvat slechts de volgende soort:
- Odontosiro lusitanicus